# Weslley Patati
Weslley Patati, pseudonimo di Weslley Pinto Batista (Presidente Dutra, 1º ottobre 2003), è un calciatore brasiliano, attaccante del Maccabi Tel Aviv.

## Carriera
Weslley Patati ha iniziato a giocare a calcio nell'Atlético Maranhaense prima di ricevere l'invito per un club di Jataí. Arrivato in città è stato abbandonato ed ha trascorso sei mesi giocando in una scuola calcio e patendo la fame prima di tornare nella sua città natale.
Nel dicembre 2019 dopo un periodo di prova ha firmato un contratto con il Santos che lo ha assegnato alla squadra under-17. L'11 gennaio 2020 ha firmato il suo primo contratto professionistico della durata di tre anni.
Il 13 gennaio 2022 ha rinnovato fino al 2024 ed il 13 luglio seguente ha debuttato in prima squadra sostituendo Ângelo Gabriel nella vittoria per 1-0 contro il Corinthians in Coppa del Brasile. Otto giorni più tardi ha debuttato anche in Série A contro il Botafogo.
Il 4 settembre 2024 viene acquistato dal Maccabi Tel Aviv.

## Statistiche

### Presenze e reti nei club
Statistiche aggiornate al 4 settembre 2023.
| Stagione        | Squadra          | Campionato      | Campionato | Campionato | Coppe nazionali | Coppe nazionali | Coppe nazionali | Coppe continentali | Coppe continentali | Coppe continentali | Altre coppe | Altre coppe | Altre coppe | Totale | Totale | Totale |
| Stagione        | Squadra          | Comp            | Pres       | Reti       | Comp            | Pres            | Reti            | Comp               | Pres               | Reti               | Comp        | Pres        | Reti        | Pres   | Reti   |        |
| --------------- | ---------------- | --------------- | ---------- | ---------- | --------------- | --------------- | --------------- | ------------------ | ------------------ | ------------------ | ----------- | ----------- | ----------- | ------ | ------ | ------ |
| 2021            | Santos B         |                 | -          | -          |                 | -               | -               |                    | -                  | -                  | CP          | 2           | 0           | 2      | 0      |        |
| 2022            | Santos           | A1/SP+A         | 0+1        | 0          | CB              | 1               | 0               | CS                 | 0                  | 0                  |             | -           | -           | 2      | 0      |        |
| 2023            | Santos           | A1/SP+A         | 0+9        | 0          | CB              | 1               | 0               | CS                 | 2                  | 0                  |             | -           | -           | 12     | 0      |        |
| 2024            | Santos           | A1/SP+B         | 6+13       | 0+2        | CB              | 0               | 0               | -                  | -                  | -                  | -           | -           | -           | 19     | 2      |        |
| Totale Santos   | Totale Santos    | Totale Santos   | 6+23       | 0+2        |                 | 2               | 0               |                    | 2                  | 0                  |             | -           | -           | 33     | 2      |        |
| 2024-2025       | Maccabi Tel Aviv | LH              | 20         | 5          | CI+CT           | 0+1             | 0+1             | UEL                | 7                  | 1                  | -           | -           | -           | 28     | 7      |        |
| Totale carriera | Totale carriera  | Totale carriera | 49         | 7          |                 | 3               | 1               |                    | 9                  | 1                  |             | 2           | 0           | 63     | 9      |        |

## Palmarès
- Supercoppa d'Israele: 1

Maccabi Tel Aviv: 2024
- Coppa Toto: 1

Maccabi Tel Aviv: 2024-2025